# Pacto de Unión y Solidaridad
El Pacto de Unión y Solidaridad fue una organización obrera española fundada en 1888, que suceció a la Federación de Trabajadores de la Región Española. Tuvo vigencia hasta 1896.

## Historia
Entre el 18 al 20 de mayo de 1888 se celebró en Barcelona un Congreso «ampliado» al que no asistieron las federaciones andaluzas ya decantadas por el anarcocomunismo y por el ilegalismo. Los delegados, en su inmensa mayoría catalanes, y el Comité federal decidieron crear la Federación Española de Resistencia al Capital, más conocida con el nombre de Pacto de Unión y Solidaridad, cuyo propósito era «reunir en una acción común la fuerza resistente del proletariado español para dirigirla contra el capitalismo imperante…». Para ello se aprobó el «apoyo incondicional a toda huelga promovida por los trabajadores para poner a salvo su dignidad ultrajada o para mejorar sus condiciones de trabajo», aunque se recomendó que las huelgas sólo si hicieran «en condiciones favorables». La nueva organización, según Tuñón de Lara, «estaba a mitad camino entre el anarquismo y el societarismo». Sin embargo, según Josep Termes, era más bien contraria al societarismo, como lo probaría la siguiente declaración: «Entiéndase bien, hablamos de resistencia espontánea y natural, no de la que presupone una organización universal, paciente y calculada, para conseguir unos céntimos más de jornal o una hora menos de trabajo… Esta clase de resistencia es tan ineficaz e impracticable como la cooperación».
En octubre de 1888 el «Pacto» celebró un Congreso en Valencia en el que se decidió disolver la Federación de Trabajadores de la Región Española, y separar la actividad sindical, que quedaría reservada a la recién creada Federación de Resistencia al Capital-Pacto de Unión y Solidaridad, de la actividad revolucionaria, para lo que se fundó la Organización Anarquista de la Región Española, «que era lo menos organización posible; la Comisión creada no tenía otra función que la de servir de enlace. No había estatutos ni normas disciplinarias». Pero la nueva organización desapareció al año siguiente.
Entre el 22 y 25 de marzo de 1891 los anarquistas integrantes del Pacto convocaron a un congreso en Madrid, con participación socialista, donde se acordó la lucha obrera antipolítica, y una huelga general para el 1 de mayo. Si bien la huelga fracasó en Barcelona, tuvo bastante repercusión en el sur del país. 
Cuando el Pacto entró en decadencia, algunos de sus integrantes se reunieron por constituir una organización que lo continuara, lo cual finalmente ocurrió en 1900, con la fundación de la Federación de Sociedades de Resistencia de la Región Española.